# Rolf Christianson
Rolf Birger Christianson, född 26 februari 1963 i Spånga, är en svensk skådespelare, sångare och regissör.

## Biografi
Rolf Christianson är utbildad vid Teater- och Operahögskolan i Göteborg samt Kungliga Musikhögskolan i Stockholm.
Han har framträtt som sångsolist och skådespelare på bland annat Folkoperan, Malmöoperan, Göteborgs stadsteater, Folkteatern i Gävle, Oscarsteatern. 
Som regissör och aktör har han samarbetat med kompositör Malin Hülphers i flera produktioner  på Sörmlands Musik & Teater, Estrad Norr, Scenkonstbolaget.
Han undervisar på Stockholms Konstnärliga Högskola och Kungliga Musikhögskolan i scenisk gestaltning, röst och sång. 
Han har också komponerat musik till Riksteatern.

## Teater Opera Musikal

### Roller
| År   | Roll        | Produktion                                                                          | Regi              | Teater                   |
| ---- | ----------- | ----------------------------------------------------------------------------------- | ----------------- | ------------------------ |
| 1985 | Matt        | Fantasticks (The Fantasticks) Harvey Schmidt och Tom Jones                          | Birgitta Götestam | Riksteatern              |
| 2001 | Bromden     | Gökboet (One Flew Over the Cuckoo's Nest) Dale Wasserman                            | Göran Stangertz   | Helsingborgs stadsteater |
| 2001 |             | Tusen och en natt (هزار و یک شب, Hezār-o yek šab) Dominic Cooke(en)                 | Fadil Jaf         | Helsingborgs stadsteater |
| 2015 | Samuel Nöjd | Kristina från Duvemåla Benny Andersson, Björn Ulvaeus, Lars Rudolfsson och Jan Mark | Lars Rudolfsson   | Cirkus, Stockholm        |

Papageno Trollflöjten regi: R Turpin  Folkoperan
Gustav  Fordringsägare  regi: Björn Melander 
Karl Oskar Utvandrarna regi: Peter Oskarson 
Figaro Figaros bröllop regi: Stephen Langridge 
Lorenzo Romeo och Julia regi: Peter Oskarson 
Falke Läderlappen  Malmö Opera
Sigurd Drakdödaren regi: Åsa Kalmér Folkoperan
Papageno Trollflöjten  regi: Peter Oskarson 
Claudius Hamlet regi: Johan Friberg 
Fritz Cabaret regi: Gunilla Berg Göteborgs stadsteater  
2018-24 Såsom i Himmelen och Änglagård, Oscarsteatern (ensemble och cover)